# Manuel Torrijos
Manuel Torrijos (zm. 1865 w Paracuellos de Jarama) – hiszpański dziennikarz i pisarz.

## Życiorys
Zarówno data jak i miejsce jego narodzin pozostają nieznane. Najprawdopodobniej w latach 50. XIX wieku osiadł w Madrycie. Związany ze współczesnym sobie środowiskiem prasowym, był redaktorem tytułów takich jak „El Occidente” (1857), „La Verdad Económica” (1861) czy „La Correspondencia de España” (1865). Zmagał się z problemami zdrowotnymi, z tego też powodu na krótko porzucił dziennikarstwo w 1862, wyjeżdżając do Kadyksu. Zmarł w Paracuellos de Jarama nieopodal hiszpańskiej stolicy.
Pozostawił po sobie szereg książek, w tym powieści o tematyce historycznej. Niektóre z jego dzieł światło dziennie ujrzały pierwotnie w formie odcinków prasowych. Wśród tych wydanych w formie zwartej można wymienić El puñal de Trastámara, novela histórica original (1858) czy El imperio de Marruecos, su historia, geografía, topografía, estadística, religión, costumbres, industria, agricultura, artes, milicia, etc. (1859). Pamiętany z publikacji almanachów (Almanaque enciclopédico español para ... : compuesto y arreglado a todas las provincias de España, 1862-1865). Ma pewien wkład w historię ortografii języka hiszpańskiego jako autor El arte de bien hablar (1865). Praca ta, o wyraźnie normatywnym charakterze, zawiera listę uszeregowanych alfabetycznie błędów w pisowni oraz w wymowie, łącznie z listą form poprawnych. Włączono doń także próbkę tekstu w mowie potocznej, zawierającego niektóre z opisywanych przez autora błędów.